# Pego (Alicante)
Pego (gleiche Schreibweise in Spanisch und Katalanisch) ist eine spanische Kleinstadt im Teilgebiet Valles de Pego („Täler von Pego“) des Landkreises Marina Alta der Provinz Alicante in der Region Valencia und ist auch der Hauptort des Gebietes.

## Geografie
Pego liegt im Nordwesten der Provinz Alicante in etwa 3 km Entfernung zur Provinz Valencia, deren Grenze über den nördlich verlaufenden Bergrücken Serra de Mustalla verläuft. Im Süden verläuft die Serra del Migdia, die sich bis zu einer Höhe von 708 m ü. NN erhebt, im Nordosten senkt sich das Gemeindegebiet zum Mittelmeer hin, dem das sumpfige NSG Parc Natural de la Marjal de Pego-Oliva vorgelagert ist. Im Osten und Süden erheben sich die Berge des Küstengebirges von Alicante und Murcia (Betische Kordillere), die von vielen Tälern (Valles) durchschnitten sind, so z. B. Vall de Gallinera, La Vall d’Alcalà, La Vall d’Ebo und La Vall de Laguar.
Durch den Ort verlaufen die Landstraßen CV 700 (von der Küste in die westlichen Berge), CV 715 (von Valencia zum südlichen Benidorm). Die CV 700 überquert die spanische Mittelmeerautobahn Autopista AP-7 bei Mirrarrosa, erreicht diese jedoch erst bei der Anschlussstelle 62 Ondara/Dénia/Xàbia.
Zu Pego gehören auch die Orte Adsubia (katal. Atzubia) und Valle de Ebo (katal. Vall de Ebo). Im Osten der Gemeinde liegt das Neubaugebiet Monte Pego am Nordwesthang der Serra de Segària, das sich neben Pego noch über die Gemarkungen zweier weiterer Kommunen erstreckt, nämlich Denia und Ráfol de Almunia.

## Geschichte
Viele archäologische Funde weisen auf frühe Besiedlung des früher stark bewaldeten und wasserreichen Gebietes hin. In Ambra, wenige hundert Meter südlich der Ortslage, entdeckte man Reste von mit Eindrücken von Muscheln dekorierter Keramik (Impressokeramik) aus dem Spätneolithikum zwischen 4.000 und 2.000 vor Christus. Am Hügel Tossalet de Almela (auch Pujol), in den Regionen Bullentó, Castelló, Rupais und am Tossalet de les Mondes sind Spuren der Anwesenheit der Römer gefunden worden. Die Araber besetzten das Tal im Jahr 726. 1244 wurde die Burg Ambra durch Jakob I. erobert und die Mauren vertrieben. Mit der Wiederbevölkerung durch die Christen wurde 1279 die erste Carta de Poblament („Bürgerschaftsbrief“) mit Dorfrechten erteilt. Der zweite Siedlungsbrief erfolgte schon sieben Jahre später durch Alfons III., in dem er den Uxola-Weiler als den Ort bestimmte, an dem das künftige Dorf ab 1280 entstehen sollte. Hier ließen sich Neubürger aus Barcelona nieder.

## Sehenswürdigkeiten
Trotz der geringen Größe und der vergleichsweise geringen Einwohnerzahl kann Pego mit einigen sehenswerten Objekten aufwarten:
- Das Rathaus: (Lage→)

Das Rathaus (span. Ayuntamiento oder Casa de la Villa, katal. Ajuntament) auf der Plaça del Ajuntament ist in einem 1857 erbauten Herrenhaus untergebracht. Der Bogengang im Erdgeschoss unter dem fahnengeschmückten Balkon führt auf einen kleinen Platz, die Plaça dels Portxins. Eine Gedenktafel vom 22. Februar 1962 am Rathaus erinnert an die Gründung des Ortes vor 700 Jahren.
- Die Mariä-Himmelfahrtskirche (span. Iglesia Arciprestal de la Asunción de Nuestra Señora, katal. Església de l'Assumpció): (Lage→)

An der Stelle der heutigen Erzpriester-Kirche im Renaissancestil, an der damals höchsten Stelle des Ortes, stand schon kurz nach der Gründung des Ortes eine kleinere Kirche auf den Grundmauern der vordem dort errichteten Uxola-Moschee. Der Kirchenbau wurde im 16./17. Jahrhundert begonnen und zog sich bis in die Mitte des 18. Jahrhunderts. In diese Zeit fallen unter anderem eine Pestepidemie, die Vertreibung der letzten Morisken (1609–1611), der Spanische Erbfolgekrieg (1701–1714) und das schwere Erdbeben von 1644. Die ungewöhnlich lange Bauzeit spiegelt sich in den verschiedenen Stilelementen des Gebäudes wider. So steht das schmucklose Äußere der Kirche, typisch für die Zeit der Gegenreformation (16. bis 18. Jahrhundert), im Gegensatz zur prunkvollen barocken Ausstattung des Inneren der Kirche.
Die Kirche enthält Kunstwerke von regionalem, aber auch nationalem Wert. Sehenswert sind insbesondere das gotische Altarbild de la Esperanza (Bild der Hoffnung), das Bild La doble Verónica (Die doppelte Veronika), (beide Bilder aus dem 15. Jahrhundert) und der Cristo de la Sacristía (Christus der Sakristei) aus dem 16. Jahrhundert. Das Vortragekreuz wurde im 15. Jahrhundert geschaffen. Weiterhin wertvolle Kunstgegenstände sind das Kruzifix in der Sakristei, ein Christusbild und etliche Werke der Goldschmiedekunst. Der Glockenturm stammt aus dem Jahr 1700. Erwähnenswert ist auch das umfangreiche Pfarrarchiv, das seit 1531 erhalten ist.
- Die Kapelle Ecce homo (span. Capilla del Ecce Homo, katal. Capella de l'Ecce Homo): (Lage→)

Die Kapelle mit der charakteristischen Kuppel und dem kleinen Glockenturm enthält das Abbild des „Ecce homo“ aus dem 16. Jahrhundert. Die barocke Kapelle von 1776 diente ehemals als Hospital und Unterkunft für Pilger und andere Durchreisende.
- Das Kulturhaus (Casa de Cultura): (Lage→)

Das Kulturhaus in der Nähe der Himmelfahrtskirche (Calle de San Domenec) ist eines der ältesten Gebäude in Pego. Es wurde kurz nach der Reconquista errichtet, und das Grundstück wurde in der Volkszählung von 1488 aufgeführt; die Urkunde hierüber befindet sich im städtischen Archiv. Die Familie Torres Sala, die einen gesellschaftlich und politisch sehr großen Einfluss und großen Reichtum und ebensolche Macht erlangte, ließ das Gebäude 1675 neu errichten. Mit der Zeit erwarben die Salas weitere Häuser und Grundstücke in der Nachbarschaft bis zur Stadtmauer und dem darin heute noch erhaltenen Sala-Stadttor (siehe unten). Über dem Eingangsportal zeigt sich das Wappen der Familie, das sie als Symbol ihres Adelsstandes erhielt. Die Salas machten gemeinsame Sache mit der mächtigen Adelsfamilie Torres Orduña aus Benissa (im gleichen Landkreis), deren Wappen sich im Inneren des Hauses auf Geländern und einem der Kamine befindet. Die Familie Torres Orduña hatte sich nach der Vertreibung der Morisken Anfang des 17. Jahrhunderts, aus Nordspanien kommend, in Benissa niedergelassen. Während des Spanischen Bürgerkriegs (1936–1939) musste die Familie, im Besitz großer Macht im Ort und der Region, flüchten. Das alte herrschaftliche Anwesen diente sodann als Unterkunft für geflüchtete Kinder und wurde 1990 von der Gemeinde erworben.
Das Haus beinhaltet die öffentliche Bücherei, einen Veranstaltungssaal, das Stadtarchiv, das Museum für zeitgenössische Kunst und das Ethnologiemuseum (Reisanbau und traditionelles Handwerk). Auch die Insektensammlung von Juan Torres-Sala ist hier untergebracht. In seinem Innenhof ist ein großes Wandgemälde erhalten, das zum Bien de Interés Cultural erklärt wurde. Hier kan man auch ein Fragment der mittelalterlichen Stadtmauer sehen.
- Die Ambra-Burg (span. Castillo de Ambra, katal. Castell d'Ambra) (Lage→)

Pego entstand als christliche Siedlung auf einer Anhöhe der weit verstreuten Uxola-Siedlung, die unter der Macht und Obhut der Ambra-Burg stand. Diese Burg, etwa zwei Kilometer Luftlinie südwestlich der heutigen Stadtmitte auf dem felsigen Gebirgskamm der Montaña de Abra in der Sierra de Migdia gelegen, beherrschte den Zugang zum Ebo-Tal (La Vall d'Ebo) und kontrollierte das Gebiet bis in die Sümpfe von Pego-Oliva. Vermutlich haben die in dieser Gegend einheimischen Moslems von dieser Burg Baumaterial entnommen zum Bau der Stadtmauer und der Türme. Die Ambra-Burg ist arabischen Ursprungs, mit deren Bau in der zweiten Hälfte des 12. Jahrhunderts begonnen wurde. Nach den Aufständen von al-Azraq, Ende des 13. Jahrhunderts, wurden innerhalb der Burgmauern 20 Häuser gebaut. Sie dienten als Unterkunft, bis im Jahr 1280 mit dem Bau des Dorfes Pego begonnen wurde.
- Das Sala-Stadttor (Portal de Sala): (Lage→)

Die Stadtmauer mit ihren 16 Türmen war ab 1291 angelegt worden, doch während des Erbfolgekrieges wurden praktisch alle Türme zerstört. Auch die Stadtmauer litt unter den Zeitläufen, Erdbeben und Kriegen und wurde in Friedenszeiten nutzlos, so dass sie letztlich überbaut oder ersetzt wurde von Häusern und Straßen. Das Tor Portal de Sala ist das einzige der drei ehemaligen Stadttore, das noch erhalten ist. Ehedem führte es unmittelbar auf die Felder.
- Das Franziskanerkloster (span. Convento de los Franciscanos, katal. Convento de los Franciscanos) (Lage→)

In dem Ende des 19. Jahrhunderts im valencianischen Romantikstil erbaute Franziskanerkloster birgt in seinem Klostergang eine Figur des Bruders Fray Pascual Nadal. Er war Sohn Pegos und wird in China als Märtyrer verehrt.
- Kapellen (Ermitas) (Namen in katal.)
  - Sankt-Michael-Kapelle (Ermita de Sant Miquel): Die Kapelle wurde im 16. Jahrhundert erbaut.
  - Sankt-Josef-Kapelle (Ermita de Sant Josep): Die Fertigstellung der Kapelle erfolgte 1677, zu Beginn des 20. Jahrhunderts wurde sie restauriert.
  - Sankt-Antonius-Kapelle (Ermita de Sant Antoni): Die Kapelle stammt aus der Zeit von König Philipp II. und wurde von konvertierten Morisken genutzt. Sie wurde später der Kategorie der Ermitas de Conquista (Eroberungskapellen) zugeordnet, die zwischen dem 13. und 15. Jahrhundert erbaut wurden.
  - Sankt-Joachims-Kapelle (Ermita de Sant Joaquim): Die 1891 restaurierte Kapelle aus dem 18. Jahrhundert bildet das Ziel eines Kreuzweges, dem Camino del Calvario, bei dem man valencianische Keramik sehen kann, mit der die einzelnen Stationen in Erinnerung an den Leidensweg Christi dekoriert sind. Von 1891 stammt auch das dortige Grab der Familie Torres Sala.
- Das Sumpfgebiet Marjal Pego-Oliva

Die Provinzen Valencia und Alicante teilen sich das Gebiet des Sumpfgebietes des Parque Natural del Marjal de Pego-Oliva, das sich auf einer Fläche von 1.290 Hektar ausdehnt und 1994 zum Naturpark erklärt wurde. Dank dieser umfassenden Schutzmaßnahme ist hier eine der artenreichsten Regionen des Mittelmeerraums entstanden und vermutlich das besterhaltene Feuchtgebiet an der spanischen Mittelmeerküste.
Ehemals eine Salzwasserlagune, wird das Gebiet hufeisenförmig von den Bergketten der Sierra de Mostalla, Sierra de Migdia und Sierra de Segària umgeben und von den Bächen Río Bullent und Río Vedat im Norden sowie Río Racons im Süden sowie den Grundwasserreserven von Mostalla und Segària mit Wasser versorgt. Das Netz aus alten, vermutlich schon von den Mauren angelegten Bewässerungsgräben und Kanälen durchzieht das Marjal und profitiert von den unterirdischen, als ullals genannten Quellen ans Tageslicht treten.
Obwohl das Gebiet zum Reisanbau genutzt wird, konnte das Überleben einer Vielzahl von Pflanzen und Tieren von biologischen Interesse gesichert werden. Das Sumpfgebiet wurde 1971 angesichts seiner Artenvielfalt in der Ramsar-Konvention zum weltweiten Schutz von Feuchtgebieten aufgenommen und zum Sonder-Vogelschutzgebiet (ZEPA) erklärt und ist dem von der EG eingerichteten Netz Natura 2000 angeschlossen.

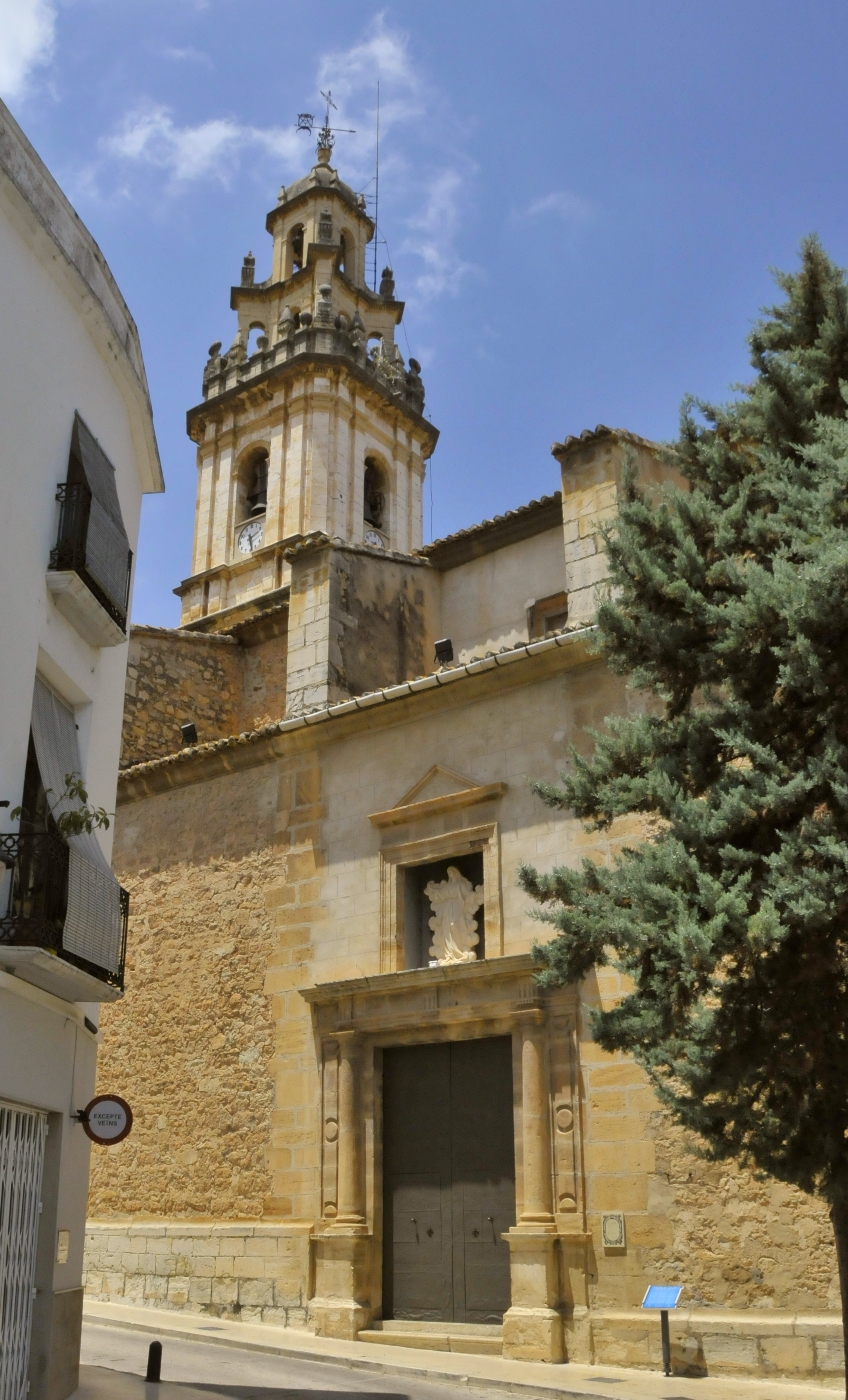
Die Himmelfahrtskirche aus Südost
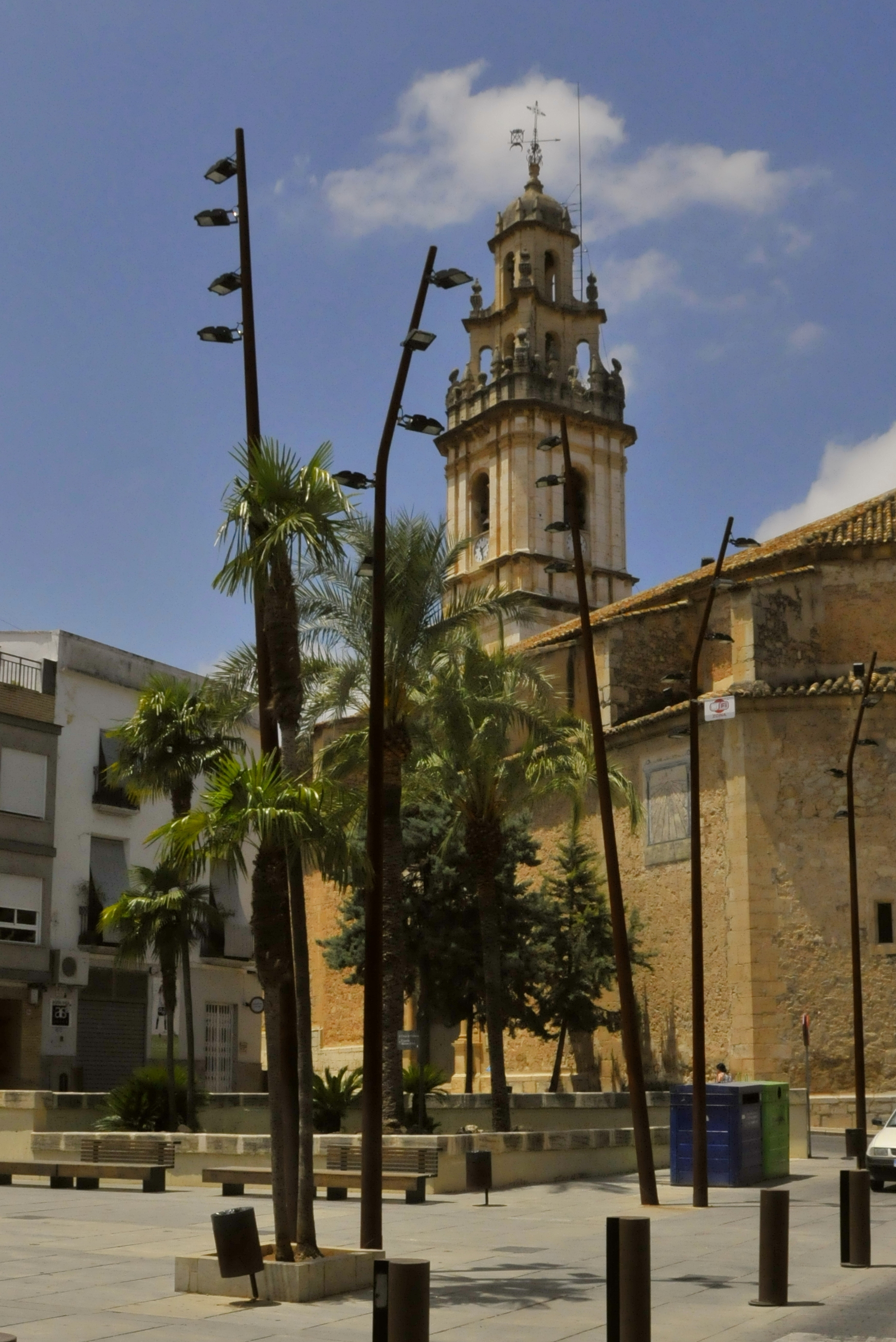
Die Himmelfahrtskirche hinter den skurrilen Straßenlaternen, deren Form an die Blütenstände von Agaven erinnern.
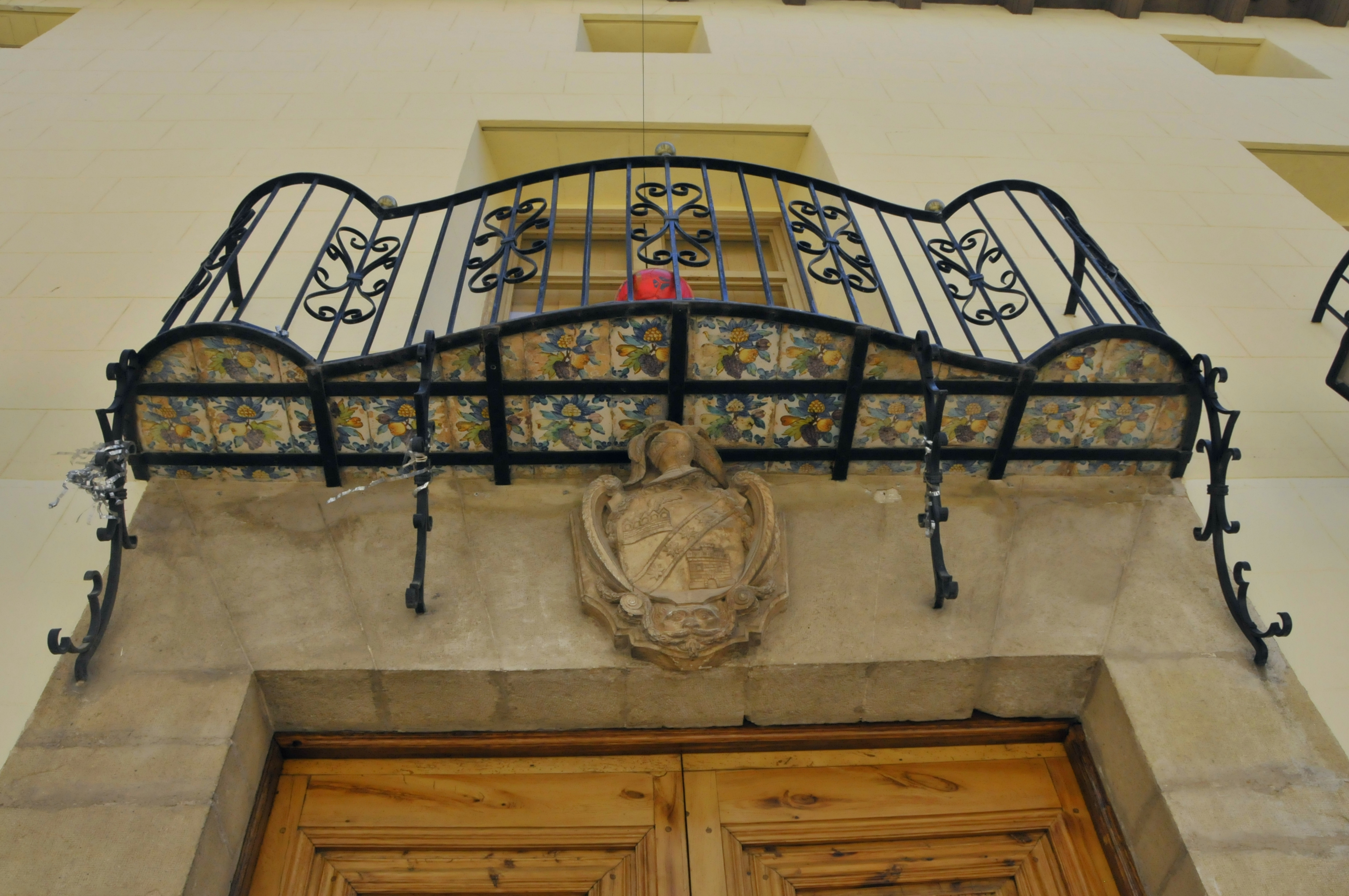
Balkon und Wappen derer von Torres Sala über dem Eingangsportal des Kulturhauses Beachtenswert sind die Azulejos an der Balkonunterseite.
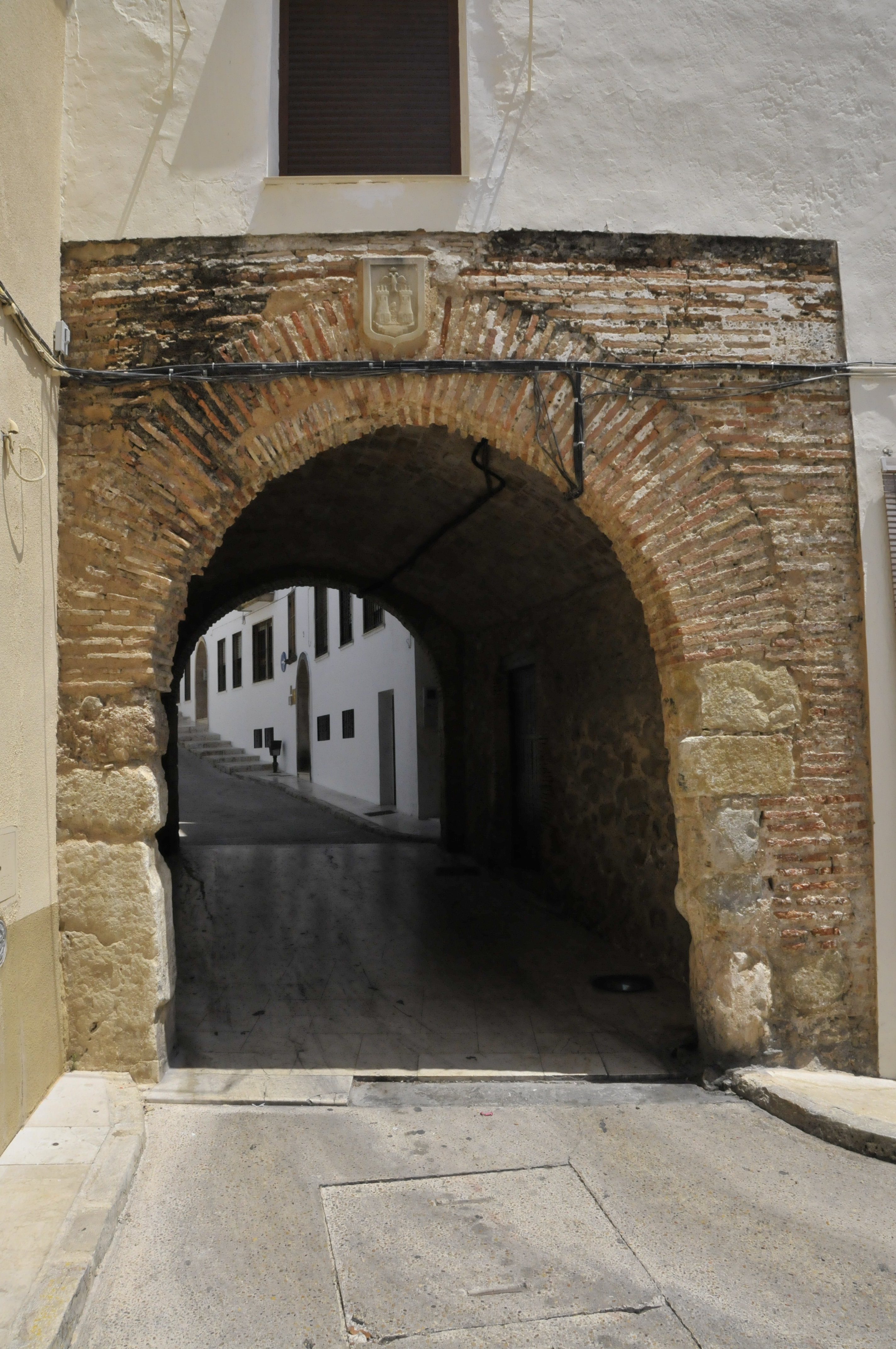
Portal de Sala mit dem (alten) Stadtwappen
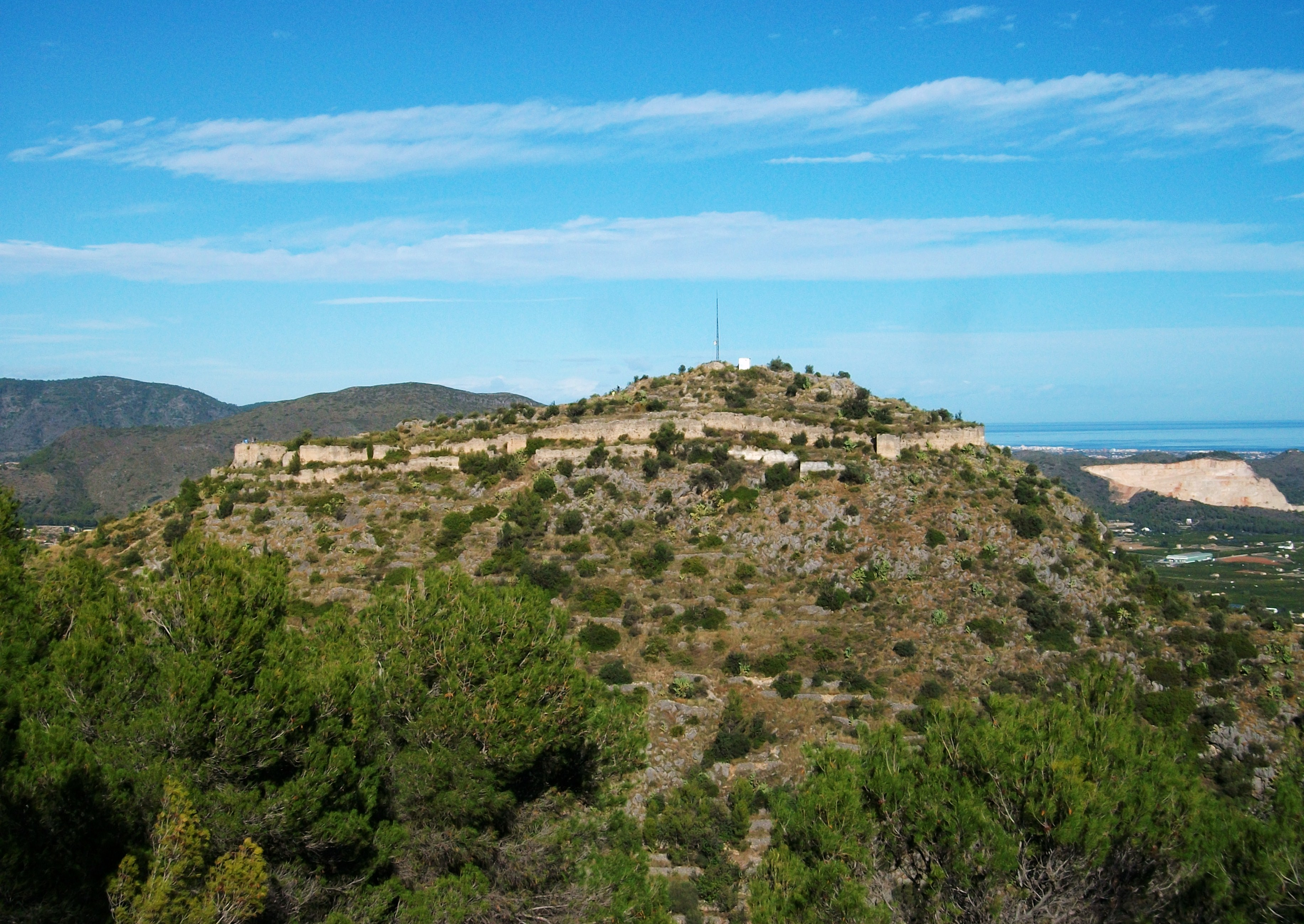
Castillo de Ambra
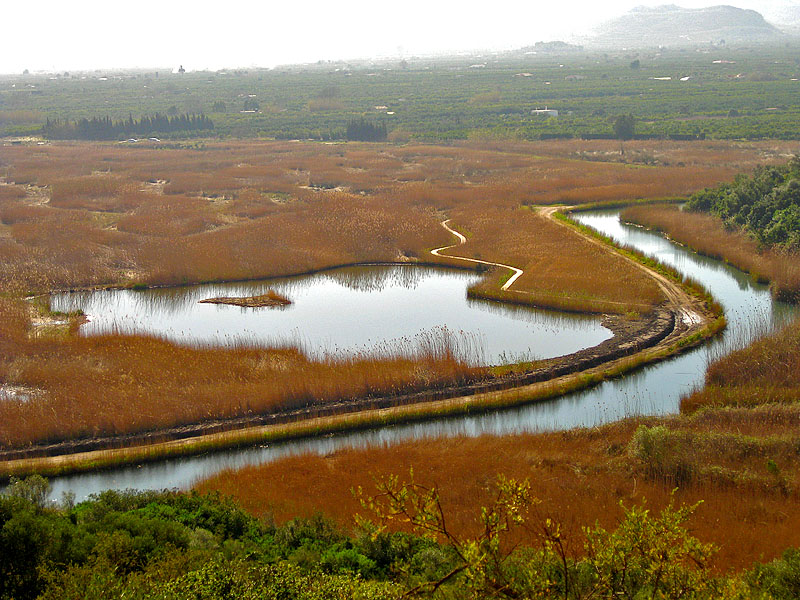
Naturschutzgebiet Marjal Pego-Oliva

## Kultur

### Festtage und Volksfeste

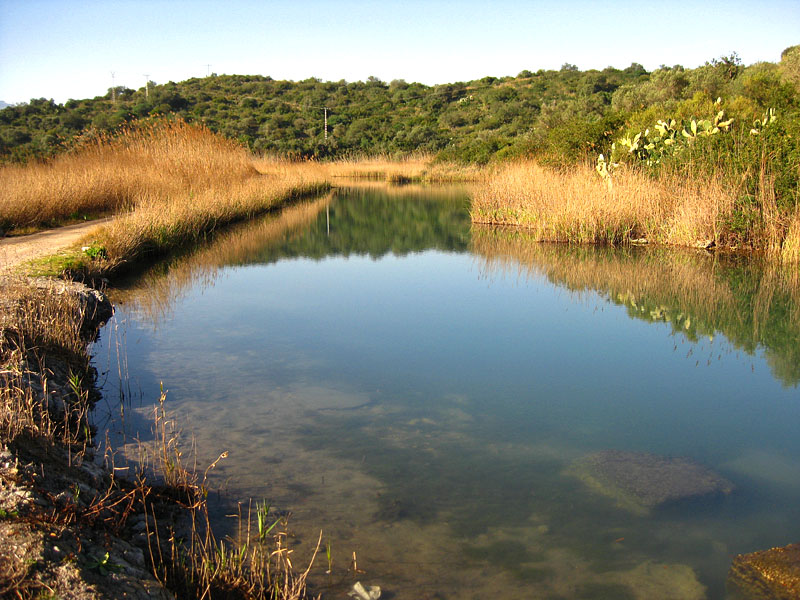
Der Riu Bullent im Februar 2009

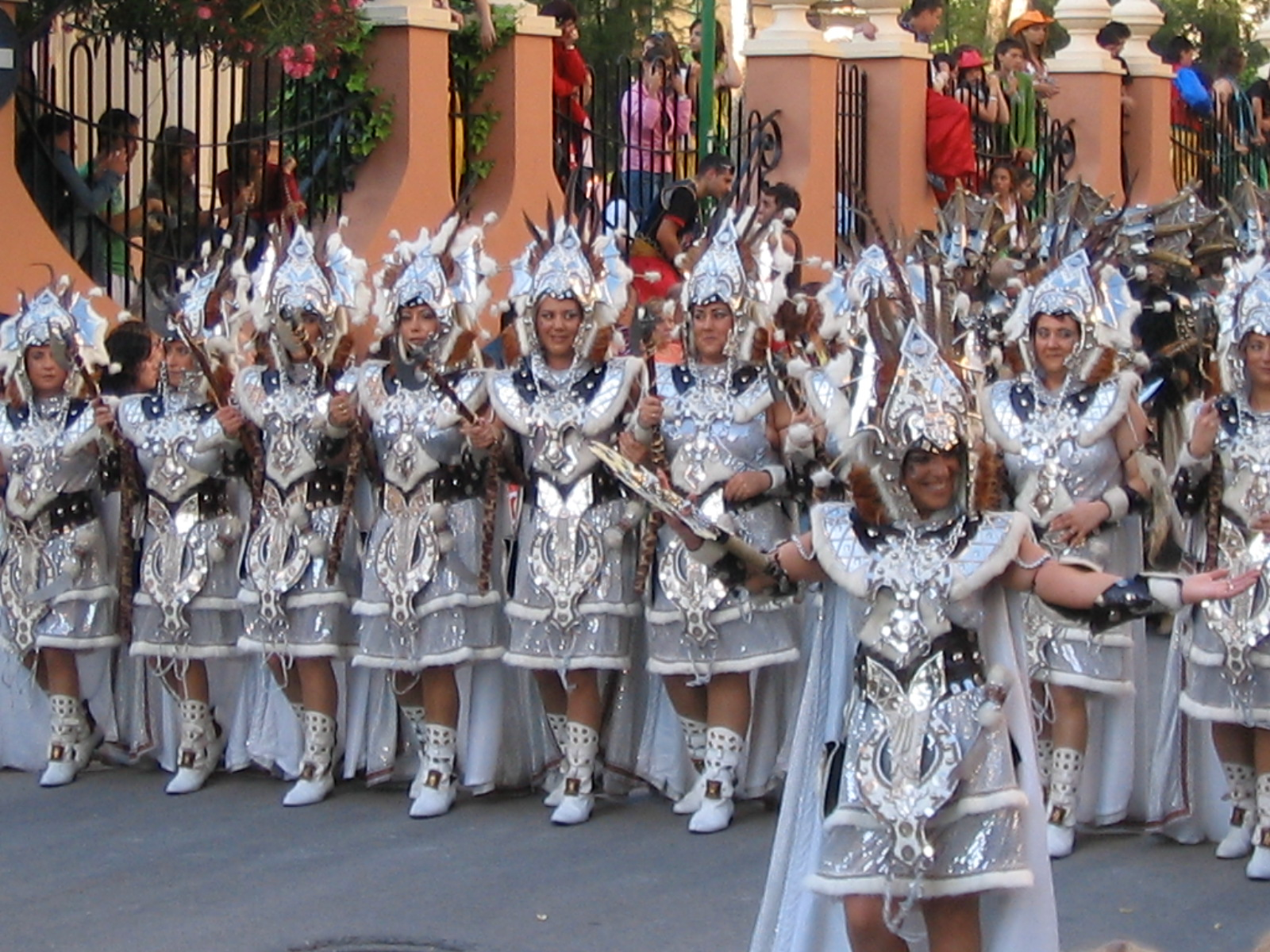
Einzug der Cristianos (in Elda)

Pegos Festtagskalender beginnt mit dem
- 17. Januar: Sant Antoni del Porquet. An diesem Tag bewegt sich eine Prozession zur Kapelle Ermita de Sant Antoni, die traditionell von den Pilgern drei Mal umrundet wird, um vor Bauchweh geschützt zu sein, wie es der Volksglaube will.
- Samstag vor Karneval: Baixada del ríu Bullent, eine spaßige Floßabfahrt auf dem Río Bullent mit von den Teilnehmern selbst gebauten Booten in phantasievollen Kostümen. Solche Bootsabfahrten veranstalten noch weitere katalanische Städte: Lleida, Tarragona und Cunit.

Am gleichen Tag zieht durch Pego ein großer Kostüm- und Maskenumzug, der in der Region für seine Farbigkeit und Ausgelassenheit bekannt ist und viele Besucher anzieht.
- Samstag nach Karneval: Mit der Piñata (katal. Pinyata) wird die Trauer über das Ende der Karnevalszeit zum Ausdruck gebracht. Ganz Pego beweint den Feuertod von Carneval, dargestellt durch eine riesige Sardine aus Pappmaché. Das Fest wird auch Entierro de la Sardina (katal. Enterrament de la Sardina) (Das Begräbnis der Sardine) genannt. Danach folgt ein Correfoc, ein spritzig-farbiges Feuerwerksspektakel in den Straßen der Stadt. Ein Gemälde von Francisco de Goya trägt ebenfalls den Titel Das Begräbnis der Sardine (El Entierro de la Sardina), das allerdings Goyas Eindrücke des Madrider Festes widerspiegelt.
- 17., 18. und 19. März: Fallas, typisches Frühlingsfest der Region um Valencia, bei dem riesige Pappmachéfiguren verbrannt werden. In Pego findet man Fallas an den Plätzen La Font, La Plaça-Natzaré und El Convent.
- März/April: In der Osterwoche gibt es Prozessionen am Gründonnerstag, Karfreitag und Ostersonntag.
- Am letzten Juniwochenende feiert man Moros y Cristianos (Mauren und Christen) zum Gedenken an die Reconquista und die Kämpfe zwischen maurischen und christlichen Truppen zwischen dem 8. und dem 15. Jahrhundert. In der darauf folgenden Woche werden verschiedene Festakte dargeboten, so z. B. am
- Mittwoch nach den Moros y Cristianos: Patronatsfeiern zu Ehren des Santísimo Ecce-Homo mit einer feierlichen Prozession, bei der das Bild des Ecce-Homo von der Pfarrkirche, wohin es am Tag zuvor gebracht worden war, zurück in seine Kapelle getragen wird.
- Auch in Adsúbia und Vall d'Ebo finden Ostfeste statt, so z. B. im Adsúbia-Ortsteil Forna (2. Augusthälfte zu Ehren von San Bernardo Abad), in Adsúbia selbst (zu Ehren der Heiligen Jungfrau der Hilflosen), der Virgen del Rosario (Rosenkranzfest), des heiligen Francisco de Asis (Franziskus von Assisi) und des Santísimo Cristo del Milagro (Christus als Wundertäter) in der ersten Septemberhälfte. Es gibt auch die Moros-y-Cristianos-Fiestas, sowie Straßenumzüge, Tanz, Chocolatadas (Ausgabe von heißem Kakao), Kinderbelustigungen sowie Wagenumzüge und Kostüm- und Maskenveranstaltungen. In Vall d'Ebo feiert man am ersten Augustwochenende das Fest der Gottesmutter der Schutzlosen (katal. Mare de Déu dels Desemparats) und am letzten Septemberwochenende die Fiesta de San Miguel (St.-Michael-Fest) mit einem traditionellen Pilgerzug zur Tropfsteinhöhle Cova del Rull (Lage→).

Pego liegt am Jakobsweg (Camino de Santiago), im Abschnitt Xàbia – Almansa.

### Gastronomie

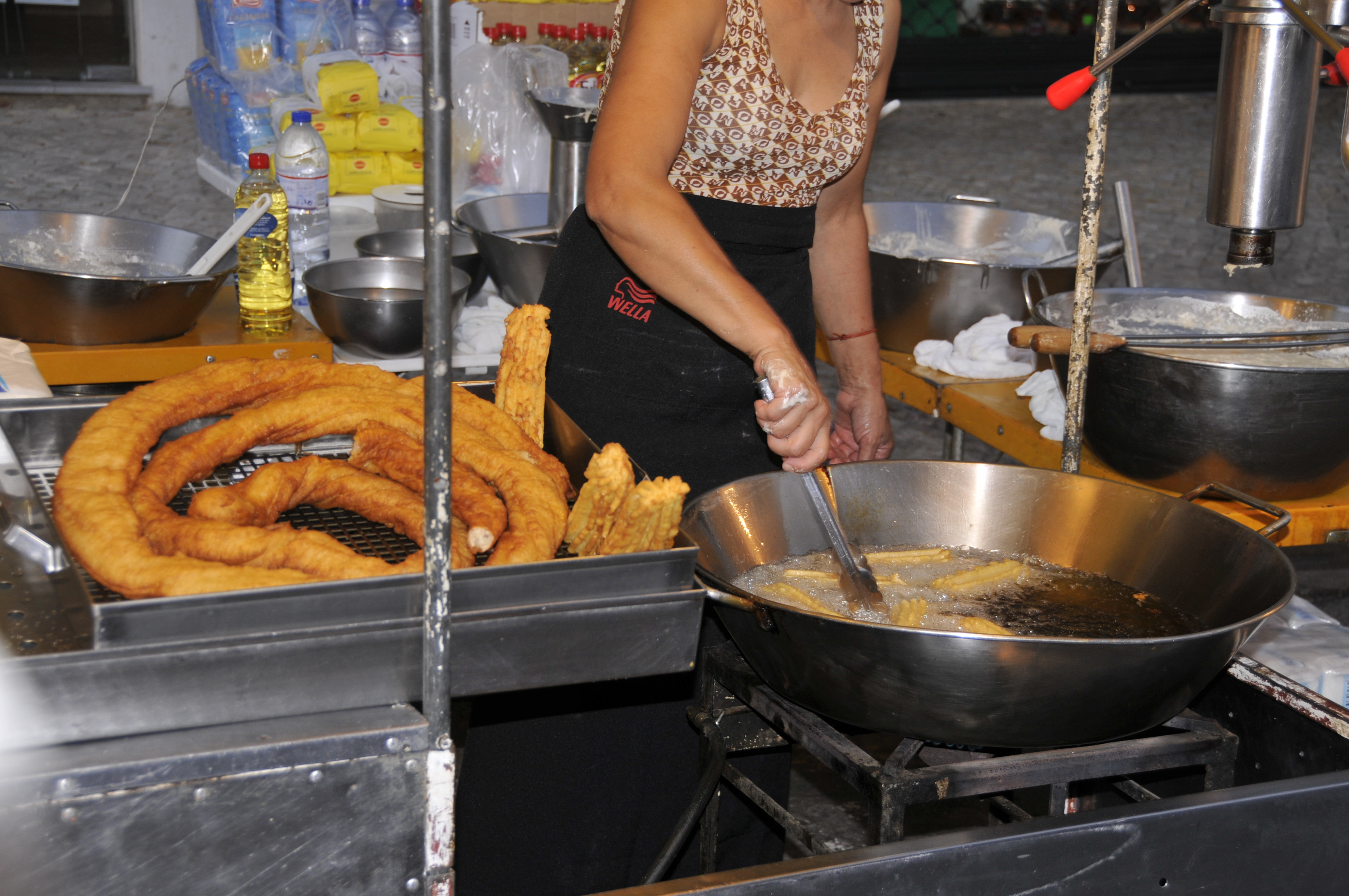
Churro-Stand auf einem Jahrmarkt

- An jedem Donnerstag werden auf dem Marktplatz (Plaça del Mercat) und dem Platz der Plaça de l’Antic Regne de València eine Art Pizza aus dem Ofen, die mit Erbsen, Zwiebeln, Paprika etc. belegt ist (Coques de llanda) angeboten.
- Während des ganzen Jahres werden regionaltypische Reisgerichte angeboten, so z. B. Reis mit Bohnen und Mangold (katal. Arròs amb fesols i penques, span. Arroz con judias y acelgas) und sämiger Reis (katal. Arròs caldós) und die Paella.
- Zu den typischen Reisgerichten gehört nicht nur die Paella Valenciana, sondern auch „Paella con Crosta“ (Krustenpaella): Diese Paella wird mit einem aufgeschlagenen Ei überbacken und in Pego traditionell am Vorabend des Aschermittwochs zur Einstimmung auf das Osterfest und die folgende Fastenzeit zubereitet.
- Andere regionale Spezialitäten sind: L’Espencat oder L’Escalivada, ein Gericht aus Auberginen, Paprika, Zwiebeln und Tomaten, das im Ofen gegart, jedoch kalt serviert wird. Man isst es auch als Beilage zu Fleisch- und Fischgerichten, auch unter Zugabe von Knoblauch und als Brotaufstrich.
- Figatells, auch Frigatells oder Fardel: flache, gebratene Hackbällchen (Frikadellen)
- Coques escaldades oder Cocas caldadas: warme, kleine Mais- oder Weizenmehlteigtaschen mit Thunfisch- oder Gambasfüllung.
- In der Osterwoche werden Empanadillas angeboten, kleine Teigtaschen mit variierender Füllung, z. B. mit Erbsen und Zwiebeln, mit Tomaten, Paprika und Ei.
- Zum Angebot der vielen Süßigkeiten gehört auch die Mona de Pascua, ein Hefegebäck, das mit farbigen Eiern belegt oder gefüllt wird oder
- Bizcochos de San Vicente (katal. Melindro) als Biskuitkuchen oder lose Löffelbiskuits
- An Weihnachten dürfen Buñuelos oder Churros auf dem Tisch nicht fehlen, ein in flüssigem Öl gebackener Teig (Fettgebäck) und mit Süßkartoffeln, Schokolade oder Likör verfeinerte Gebäckteilchen.

#### Leckereien

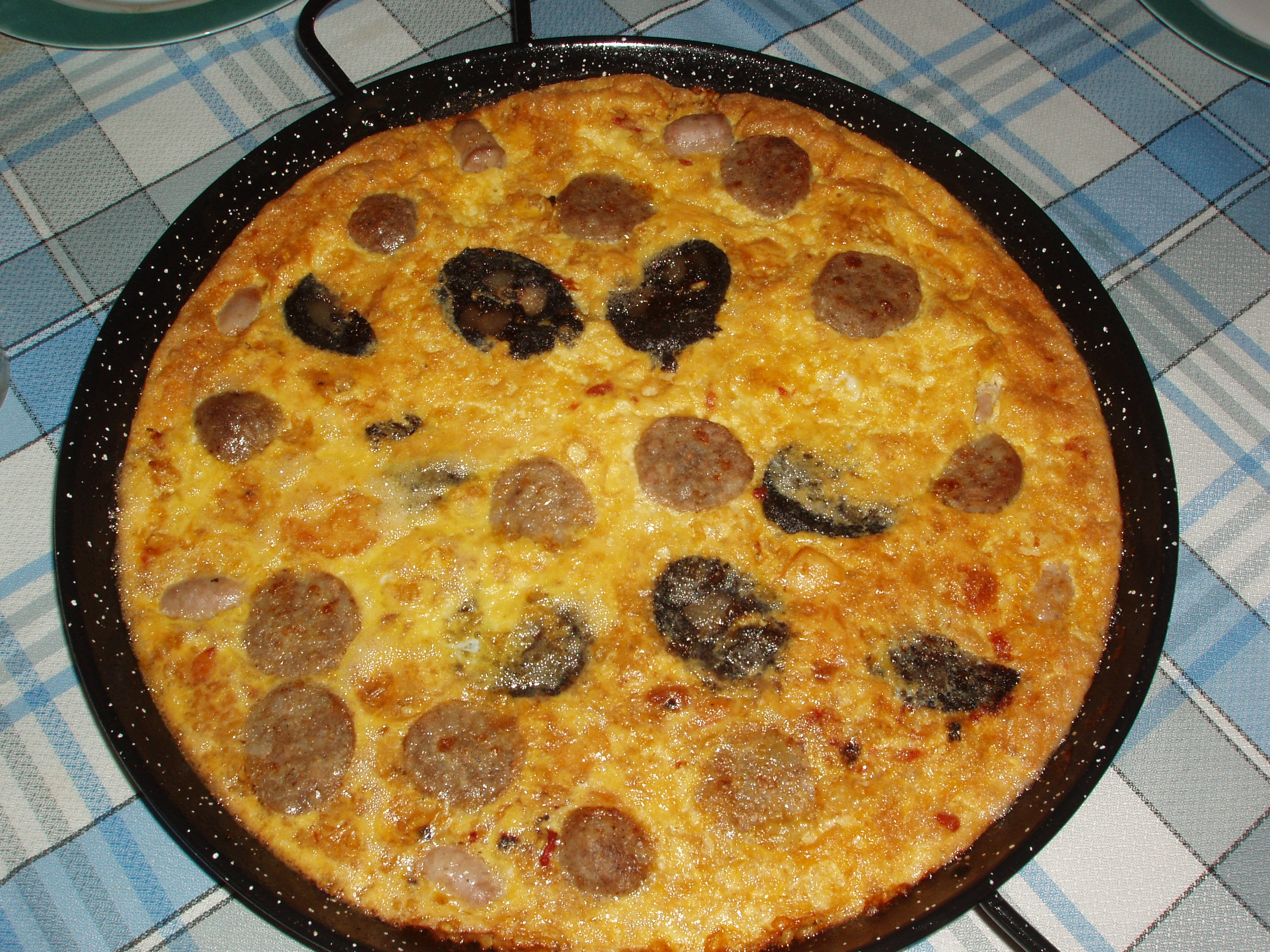
Paella con Crosta
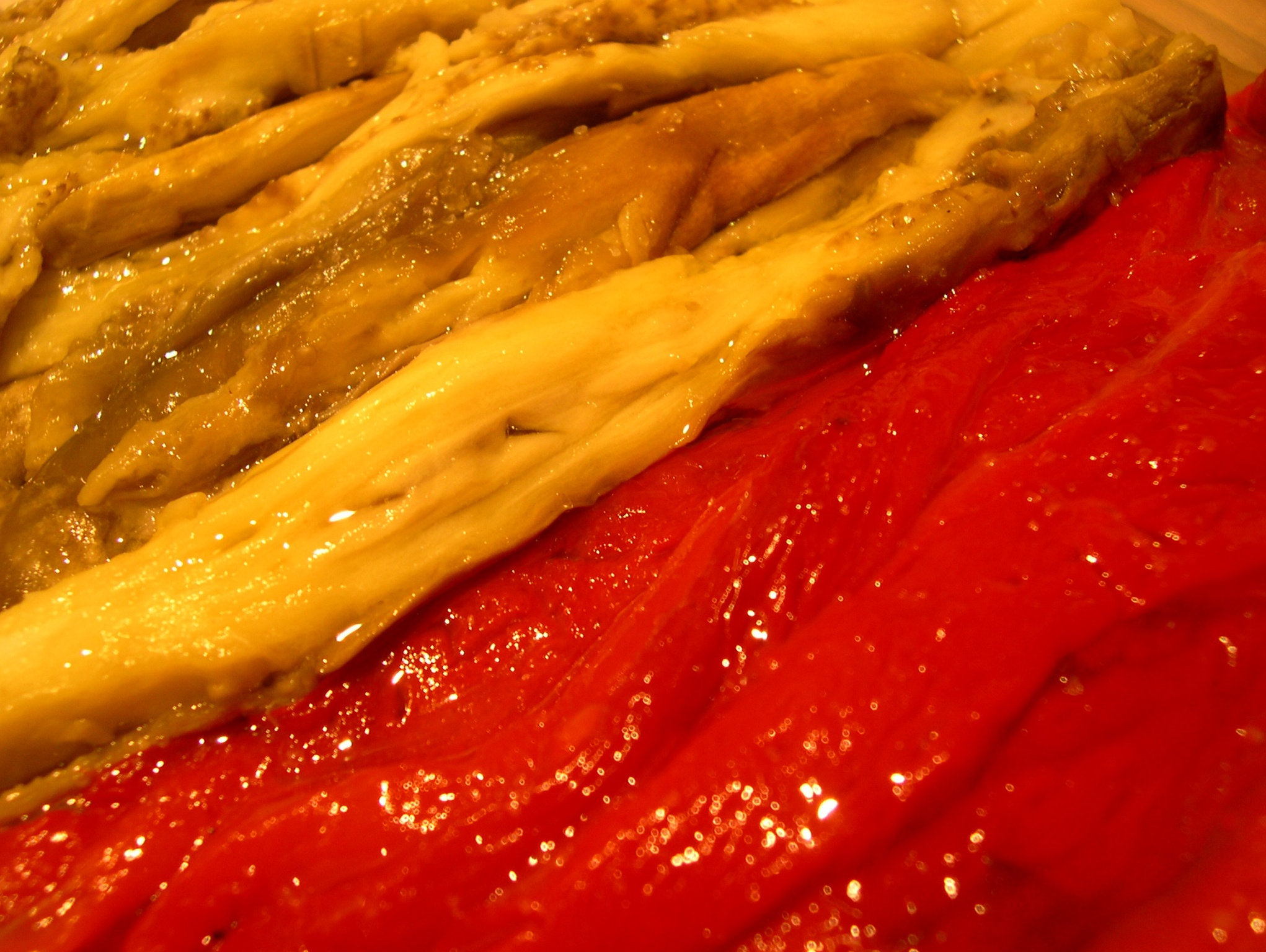
Escalivada oder Espencat
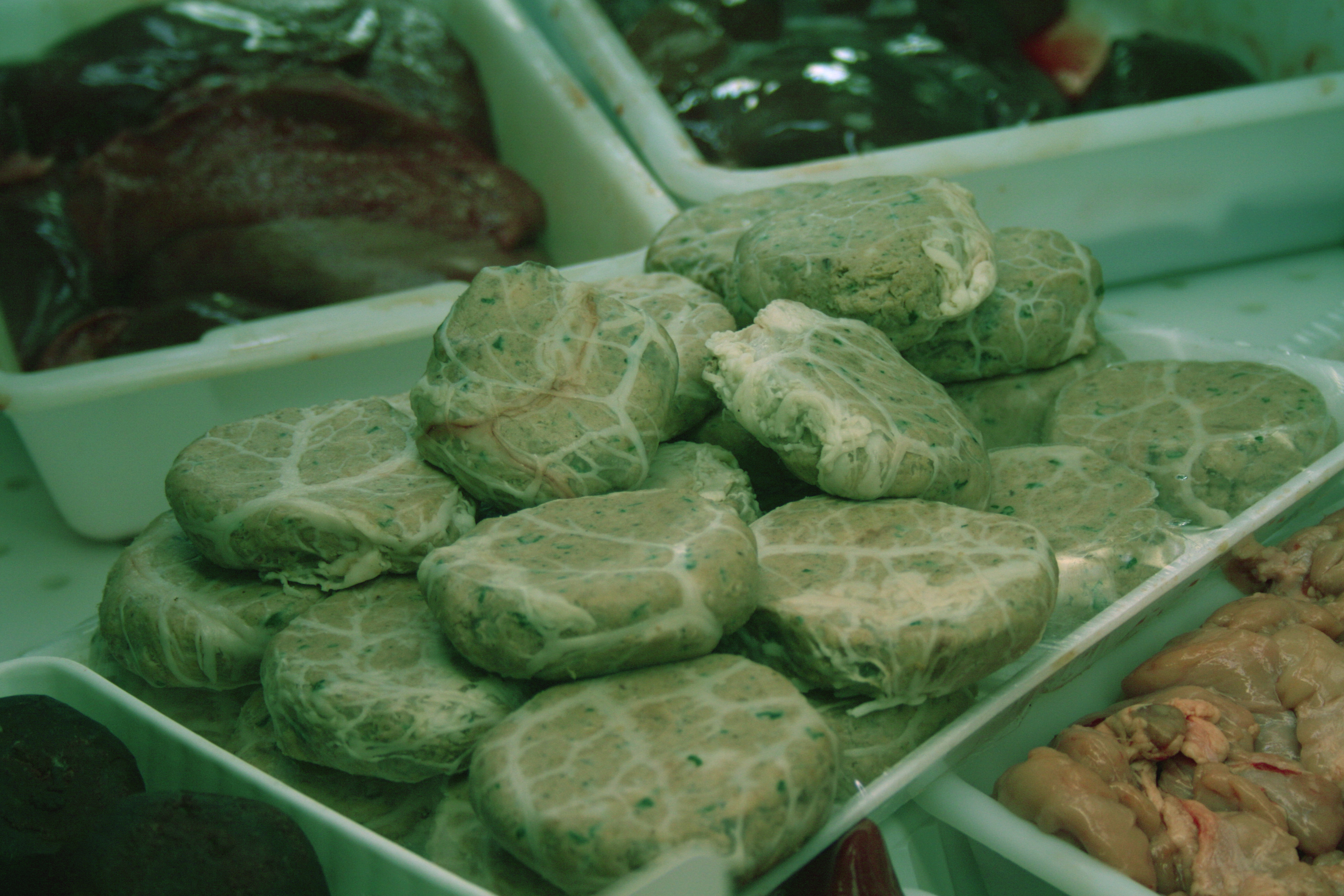
Vorbereitete, rohe Figatells
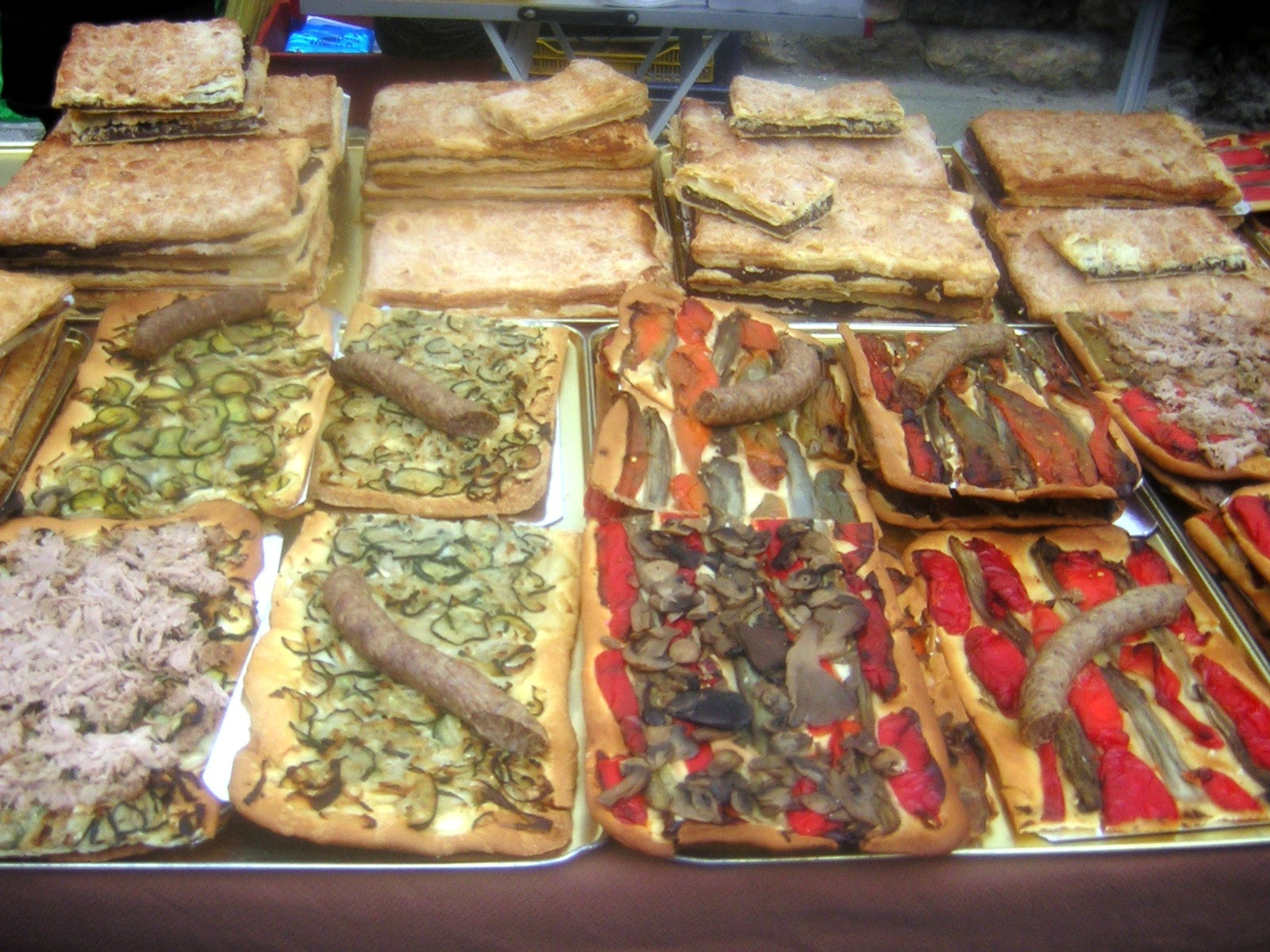
Coques escaladas (warmer Kuchen) und Coques saladas (gesalzener Kuchen)
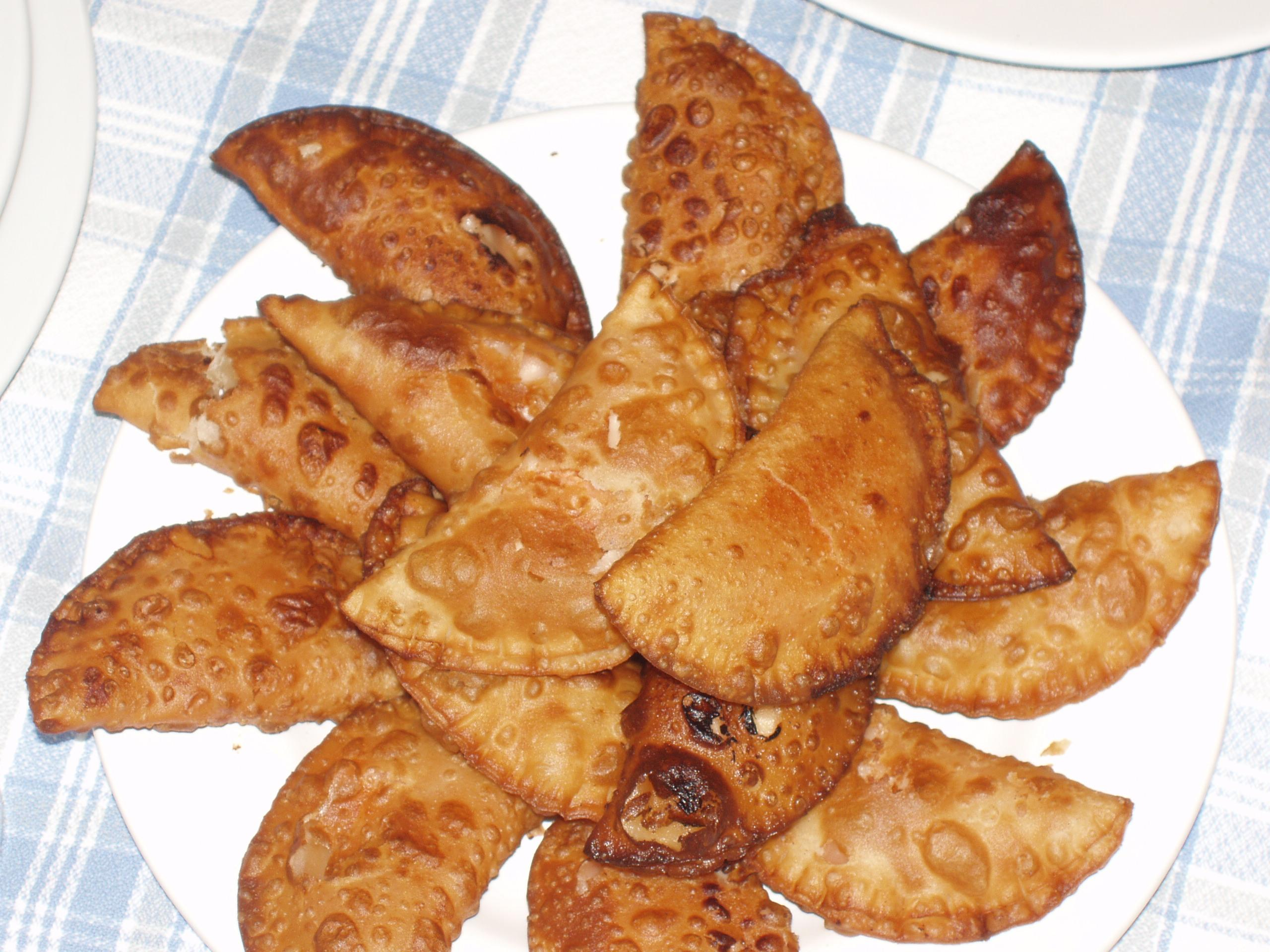
Empanadillas
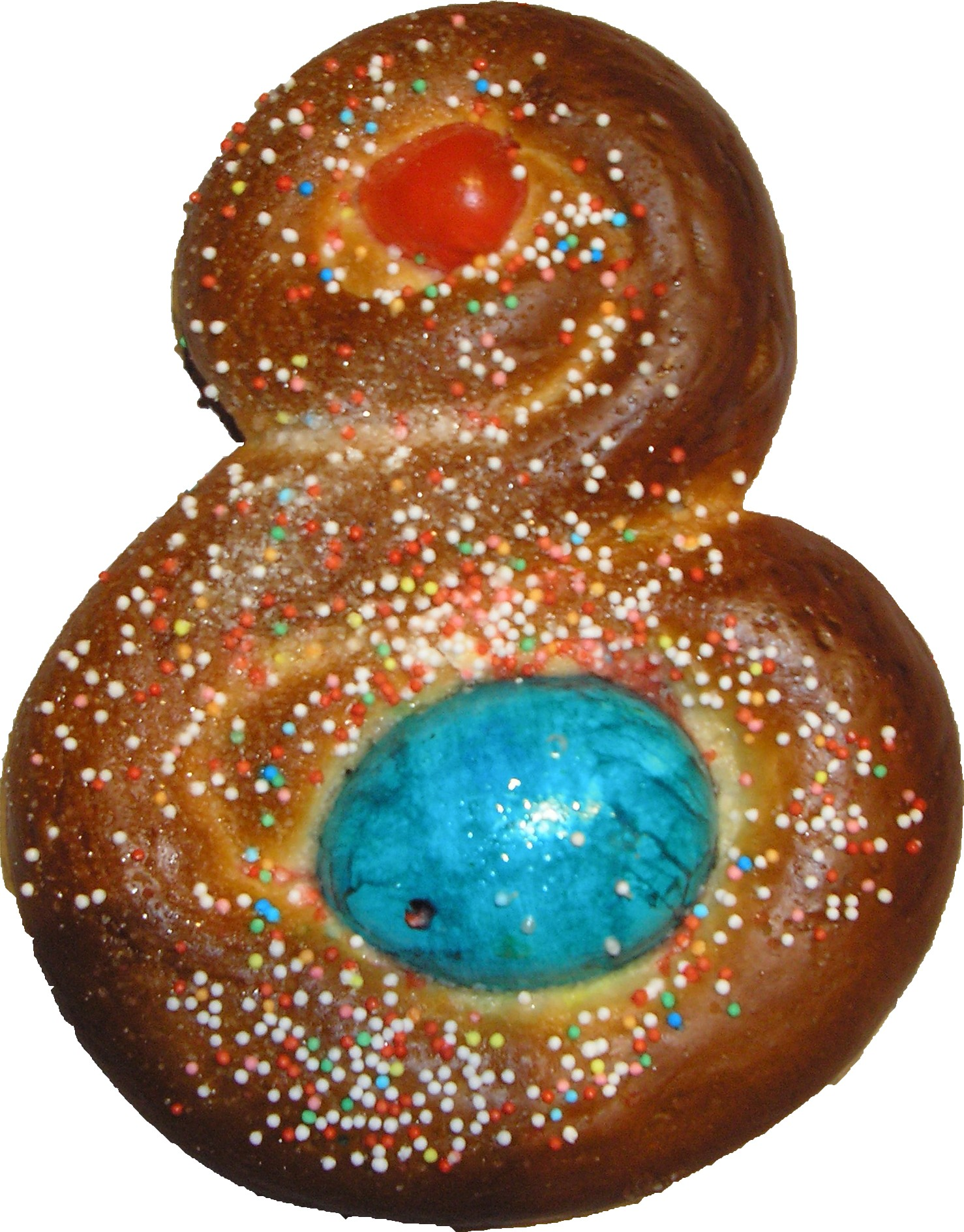
Mona de Pascua
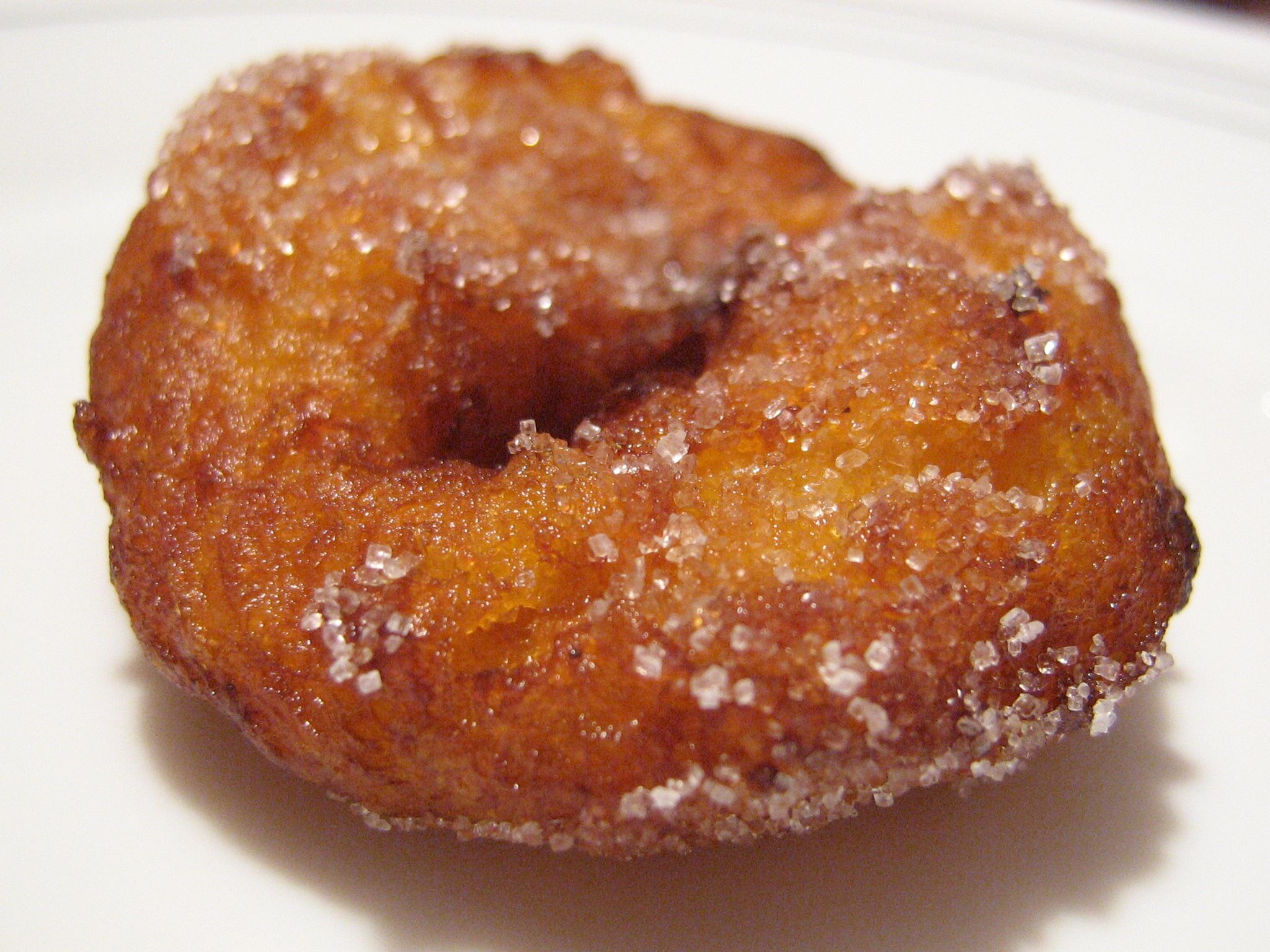
Buñuelo
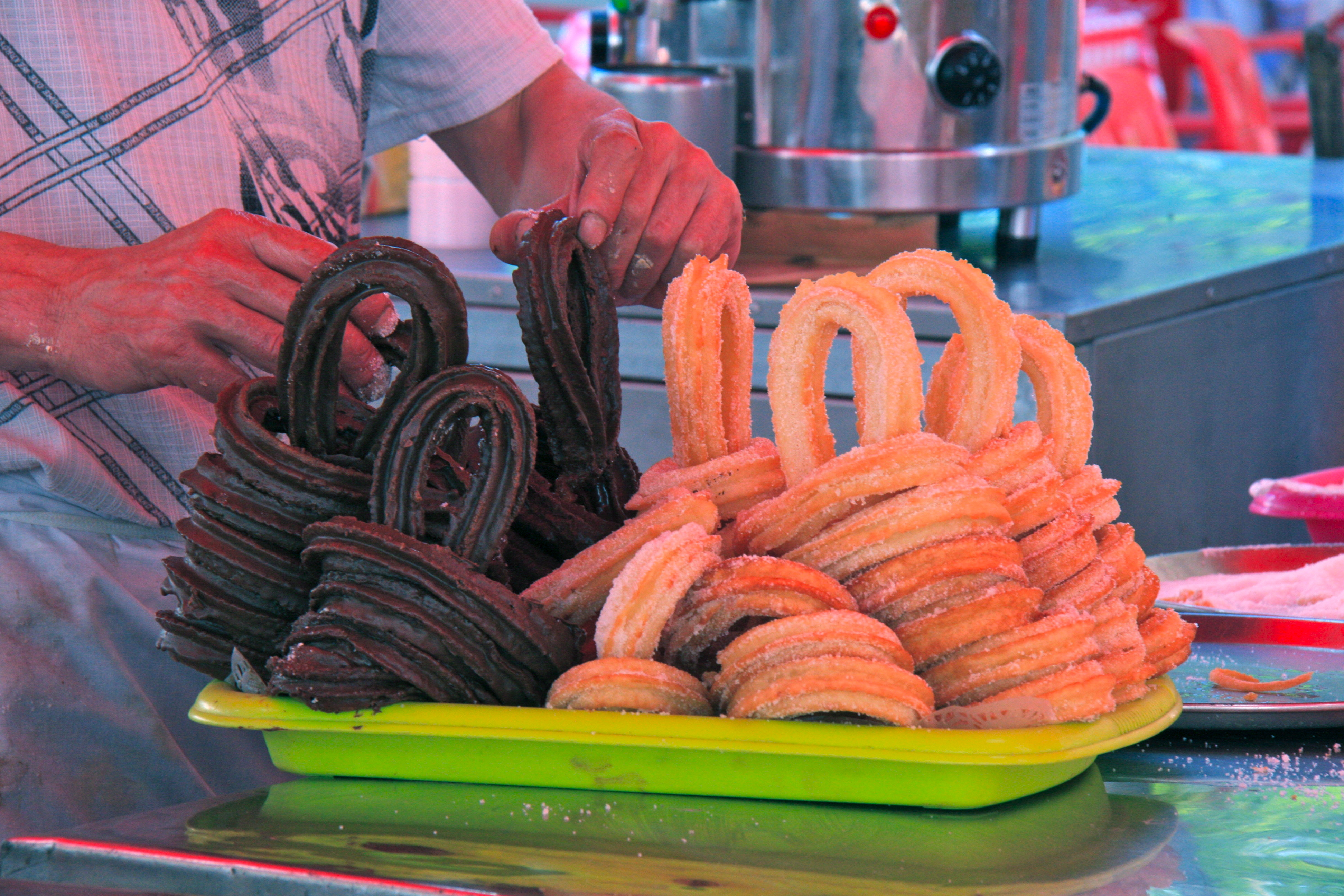
Churros in Schokolade und in Zucker

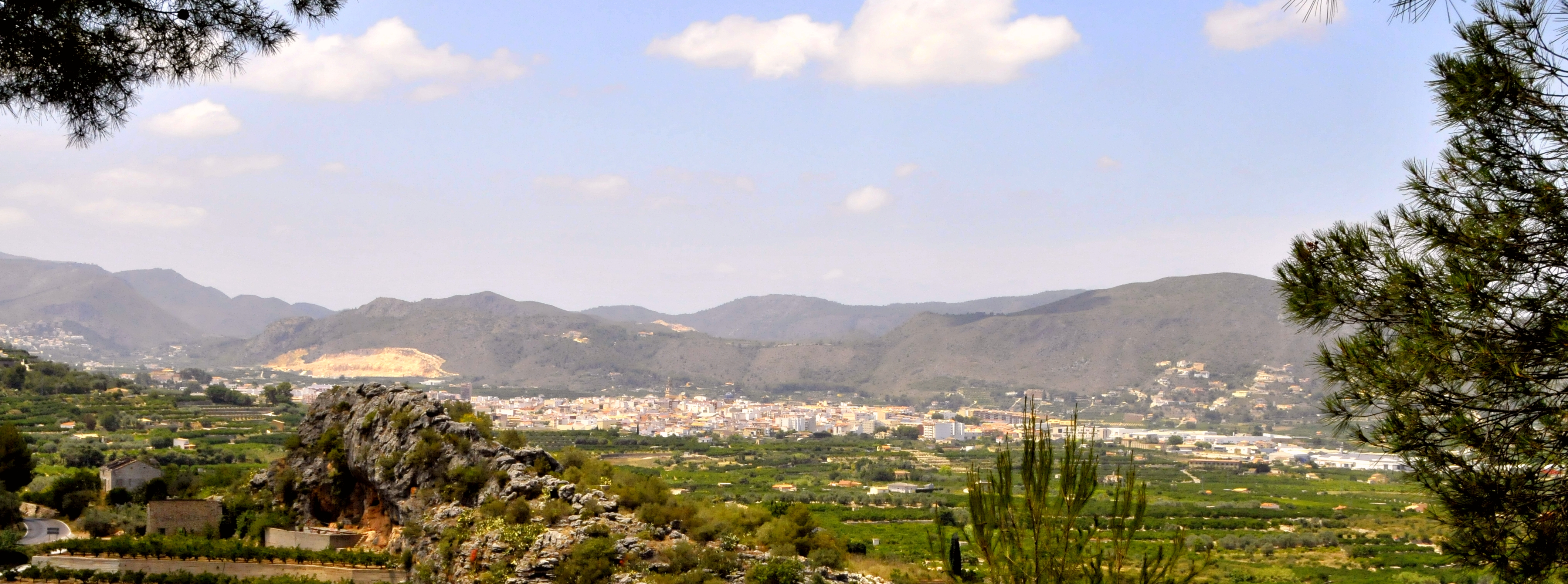
Pego aus Südosten, im Hintergrund der Steinbruch von Adsúbia